# Americium(III)-iodid
Americium(III)-iodid ist ein Iodid des künstlichen Elements und Actinoids Americium mit der Summenformel AmI3. In diesem Salz tritt Americium in der Oxidationsstufe +3 auf. 

## Darstellung
Zur Synthese von Americium(III)-iodid wird Americium(III)-chlorid mit Ammoniumiodid umgesetzt.
{\displaystyle {\ce {AmCl3 + 3 NH4I -> AmI3 + 3 NH4Cl}}}

## Eigenschaften
Americium(III)-iodid ist eine hellgelbe Ionenverbindung bestehend aus Am3+- und I−-Ionen. Es kristallisiert im trigonalen Kristallsystem in der Raumgruppe R3 (Raumgruppen-Nr. 148) mit den Gitterparametern a = 742 pm und c = 2055 pm und sechs Formeleinheiten pro Elementarzelle. Seine Kristallstruktur ist isotyp mit Bismut(III)-iodid.